# Serie A 2007-2008 (calcio a 5)
Il campionato di Serie A 2007-2008 è stato il diciannovesimo campionato di Serie A e la venticinquesima manifestazione nazionale che assegnasse il titolo di campione d'Italia. La stagione regolare ha preso avvio il 14 settembre 2007 e si è conclusa il 19 aprile 2008, prolungandosi fino all'8 giugno con la disputa delle partite di spareggio. Il regolamento è il medesimo della stagione precedente.

## Stagione regolare

### Classifica
|  | Pos. | Squadra          | Pt | G  | V  | N  | P  | GF  | GS  | DR   |
|  | ---- | ---------------- | -- | -- | -- | -- | -- | --- | --- | ---- |
|  | 1.   | Luparense        | 65 | 26 | 20 | 5  | 1  | 118 | 51  | +67  |
|  | 2.   | Montesilvano     | 59 | 26 | 17 | 8  | 1  | 115 | 55  | +70  |
|  | 3.   | Arzignano        | 53 | 26 | 15 | 6  | 5  | 127 | 72  | +55  |
|  | 4.   | Lazio Colleferro | 42 | 26 | 13 | 3  | 10 | 85  | 77  | +8   |
|  | 5.   | Marca Trevigiana | 39 | 26 | 11 | 6  | 9  | 117 | 66  | +51  |
|  | 6.   | CLT Terni        | 38 | 26 | 10 | 8  | 8  | 71  | 63  | +8   |
|  | 7.   | Augusta          | 37 | 26 | 10 | 7  | 9  | 77  | 65  | +12  |
|  | 8.   | Pro Scicli       | 32 | 26 | 10 | 2  | 14 | 77  | 75  | +2   |
|  | 9.   | Bisceglie        | 32 | 26 | 8  | 8  | 10 | 74  | 70  | +4   |
|  | 10.  | Napoli           | 31 | 26 | 7  | 10 | 9  | 95  | 74  | -11  |
|  | 11.  | Pescara          | 29 | 26 | 8  | 5  | 13 | 94  | 109 | -15  |
|  | 12.  | Reggio           | 26 | 26 | 8  | 2  | 16 | 61  | 91  | -30  |
|  | 13.  | Roma Futsal      | 18 | 26 | 5  | 3  | 18 | 91  | 129 | -38  |
|  | 14.  | Perugia          | 9  | 26 | 3  | 1  | 22 | 48  | 247 | -199 |

### Verdetti
- Luparense campione d'Italia 2007-2008 e qualificata alla Coppa UEFA 2008-09.
- Arzignano, Lazio-Colleferro, Luparense e Montesilvano qualificate al secondo turno dei play-off.
- Augusta, Bisceglie, Marca Trevigiana, Napoli, Pro Scicli e Circolo Lavoratori Terni qualificate al primo turno dei play-off.
- Pescara e Reggio C5 salve dopo i play-out.
- Perugia[3] e Roma retrocesse in Serie A2 2008-09.

### Calendario e risultati
| andata       | 1ª giornata                | ritorno     |
| 15 set. 2007 |                            | 5 gen. 2008 |
| 2-0          | Perugia - Reggio Calabria  | 0-6         |
| 2-2          | Scicli - Napoli            | 1-5         |
| 1-1          | Bisceglie - Arzignano      | 0-8         |
| 2-2          | Lazio Colleferro - Pescara | 0-2         |
| 0-6          | Marca Trevigiana - Augusta | 1-2         |
| 6-5          | Montesilvano - Roma        | 5-1         |
| 3-1          | Luparense - Terni          | 2-1         |

| andata      | 4ª giornata                        | ritorno      |
| 6 ott. 2007 |                                    | 26 gen. 2008 |
| 4-2         | Augusta - Bisceglie                | 1-1          |
| 1-0         | Terni - Scicli                     | 3-0          |
| 8-2         | Luparense - Lazio Colleferro       | 3-4          |
| 2-3         | Napoli - Arzignano                 | 5-5          |
| 0-3         | Pescara - Montesilvano             | 2-7          |
| 1-3         | Reggio Calabria - Marca Trevigiana | 2-4          |
| 1-3         | Roma - Perugia                     | 14-1         |

| andata       | 7ª giornata                 | ritorno      |
| 27 ott. 2007 |                             | 23 feb. 2008 |
| 4-2          | Perugia - Marca Trevigiana  | 3-30         |
| 4-1          | Scicli - Lazio Colleferro   | 4-5          |
| 2-4          | Roma - Pescara              | 4-3          |
| 9-4          | Arzignano - Terni           | 2-2          |
| 3-0          | Bisceglie - Reggio Calabria | 3-3          |
| 2-2          | Montesilvano - Luparense    | 3-3          |
| 4-4          | Napoli - Augusta            | 0-0          |

| andata      | 10ª giornata                 | ritorno      |
| 8 dic. 2007 |                              | 29 mar. 2008 |
| 2-2         | Terni - Augusta              | 0-0          |
| 7-2         | Lazio Colleferro - Arzignano | 0-3          |
| 9-4         | Luparense - Roma             | 3-0          |
| 3-1         | Marca Trevigiana - Bisceglie | 0-1          |
| 5-4         | Pescara - Perugia            | 15-5         |
| 1-2         | Scicli - Montesilvano        | 3-4          |
| 3-2         | Reggio Calabria - Napoli     | 3-4          |

| andata       | 13ª giornata               | ritorno      |
| 29 dic. 2007 |                            | 19 apr. 2008 |
| 8-3          | Arzignano - Montesilvano   | 3-4          |
| 1-2          | Augusta - Lazio Colleferro | 4-3          |
| 9-0          | Bisceglie - Perugia        | 14-1         |
| 3-1          | Terni - Reggio Calabria    | 3-4          |
| 1-1          | Napoli - Marca Trevigiana  | 1-1          |
| 4-8          | Pescara - Luparense        | 0-3          |
| 6-7          | Roma - Scicli              | 0-5          |

| andata       | 2ª giornata                 | ritorno      |
| 22 set. 2007 |                             | 12 gen. 2008 |
| 3-2          | Arzignano - Perugia         | 16-3         |
| 1-0          | Augusta - Caffè Moak Scicli | 2-4          |
| 3-3          | Terni - Lazio Colleferro    | 3-2          |
| 4-4          | Napoli - Montesilvano       | 1-2          |
| 5-5          | Pescara - Marca Trevigiana  | 1-16         |
| 0-6          | Reggio Calabria - Luparense | 3-5          |
| 7-6          | Roma - Bisceglie            | 2-2          |

| andata       | 5ª giornata                  | ritorno     |
| 13 ott. 2007 |                              | 2 feb. 2008 |
| 4-1          | Scicli - Reggio Calabria     | 3-5         |
| 6-6          | Roma - Napoli                | 2-6         |
| 3-1          | Arzignano - Augusta          | 6-4         |
| 3-4          | Perugia - Lazio Colleferro   | 1-12        |
| 3-0          | Bisceglie - Pescara          | 5-5         |
| 5-6          | Marca Trevigiana - Luparense | 3-4         |
| 4-3          | Montesilvano - Terni         | 2-2         |

| andata      | 8ª giornata                     | ritorno     |
| 3 nov. 2007 |                                 | 1ºmar. 2008 |
| 6-0         | Augusta - Perugia               | 9-2         |
| 8-5         | Terni - Roma                    | 2-3         |
| 2-9         | Lazio Colleferro - Montesilvano | 1-3         |
| 4-0         | Luparense - Bisceglie           | 2-1         |
| 6-5         | Marca Trevigiana - Scicli       | 1-2         |
| 8-6         | Pescara - Napoli                | 2-5         |
| 3-7         | Reggio Calabria - Arzignano     | 0-8         |

| andata       | 11ª giornata                 | ritorno     |
| 15 dic. 2007 |                              | 5 apr. 2008 |
| 1-1          | Napoli - Luparense           | 3-6         |
| 1-7          | Perugia - Montesilvano       | 2-21        |
| 1-5          | Roma - Lazio Colleferro      | 5-8         |
| 3-0          | Augusta - Reggio Calabria    | 1-3         |
| 3-2          | Bisceglie - Scicli           | 1-5         |
| 6-2          | Pescara - Terni              | 3-3         |
| 1-1          | Arzignano - Marca Trevigiana | 5-7         |

| andata       | 3ª giornata                        | ritorno      |
| 29 set. 2007 |                                    | 19 gen. 2008 |
| 4-4          | Arzignano - Roma                   | 7-2          |
| 2-3          | Perugia - Luparense                | 0-18         |
| 0-6          | Scicli - Pescara                   | 2-1          |
| 3-2          | Bisceglie - Napoli                 | 3-7          |
| 3-2          | Lazio Colleferro - Reggio Calabria | 0-0          |
| 5-1          | Marca Trevigiana - Terni           | 1-1          |
| 4-1          | Montesilvano - Augusta             | 1-1          |

| andata       | 6ª giornata                         | ritorno      |
| 20 ott. 2007 |                                     | 16 feb. 2008 |
| 8-2          | Augusta - Roma                      | 4-3          |
| 3-3          | Napoli - Perugia                    | 19-1         |
| 3-3          | Pescara - Arzignano                 | 3-6          |
| 3-4          | Reggio Calabria - Montesilvano      | 0-6          |
| 2-2          | Terni - Bisceglie                   | 2-1          |
| 4-2          | Lazio Colleferro - Marca Trevigiana | 6-3          |
| 5-2          | Luparense - Scicli                  | 0-0          |

| andata       | 9ª giornata                     | ritorno     |
| 1º dic. 2007 |                                 | 8 mar. 2008 |
| 2-3          | Arzignano - Luparense           | 2-3         |
| 2-5          | Perugia - Scicli                | 2-11        |
| 4-3          | Roma - Reggio Calabria          | 4-5         |
| 3-1          | Augusta - Pescara               | 3-7         |
| 4-1          | Bisceglie - Lazio Colleferro    | 1-3         |
| 3-0          | Montesilvano - Marca Trevigiana | 2-2         |
| 0-1          | Napoli - Terni                  | 2-4         |

| andata       | 12ª giornata              | ritorno      |
| 22 dic. 2007 |                           | 12 apr. 2008 |
| 1-4          | Perugia - Terni           | 0-10         |
| 2-4          | Scicli - Arzignano        | 3-6          |
| 5-3          | Reggio Calabria - Pescara | 4-3          |
| 5-2          | Marca Trevigiana - Roma   | 4-2          |
| 3-1          | Lazio Colleferro - Napoli | 2-3          |
| 3-3          | Luparense - Augusta       | 5-3          |
| 2-2          | Montesilvano - Bisceglie  | 1-1          |

## Statistiche e record

### Classifica marcatori
Júnior torna a vincere la classifica marcatori della regular season dopo otto anni.
| Gol |  |  | Giocatore            | Squadra          |
| --- |  |  | -------------------- | ---------------- |
| 35  |  |  | Júnior               | Montesilvano     |
| 34  |  |  | Denilson Manzali     | Pescara          |
| 28  |  |  | Sandro Zanetti       | Napoli           |
| 27  |  |  | Sandrinho            | Arzignano        |
| 27  |  |  | Cristiano Scandolara | Roma Futsal      |
| 23  |  |  | Adriano Foglia       | Montesilvano     |
| 23  |  |  | Jonas                | Arzignano        |
| 22  |  |  | Tadeu Sartori        | Marca Trevigiana |
| 21  |  |  | Fernando Grana       | Luparense        |
| 21  |  |  | Raphael Lastrucci    | Bisceglie        |
| 20  |  |  | Clayton Baptistella  | Napoli           |
| 19  |  |  | Erick Bellomo        | Marca Trevigiana |

| Gol |  |  | Giocatore         | Squadra                     |
| --- |  |  | ----------------- | --------------------------- |
| 19  |  |  | Luca Ippoliti     | Lazio Colleferro            |
| 18  |  |  | Diego Cavinato    | Augusta                     |
| 18  |  |  | Adelmo Pereira    | Marca Trevigiana            |
| 17  |  |  | Richard Cipolla   | Roma Futsal                 |
| 17  |  |  | Kaká              | Augusta                     |
| 17  |  |  | Fernando Silveira | Pro Scicli (14) Perugia (3) |
| 16  |  |  | Mauro Canal       | Luparense                   |
| 15  |  |  | Márcio Forte      | Montesilvano                |
| 15  |  |  | Felipe Furlam     | Arzignano                   |
| 15  |  |  | Alcides Pereira   | Lazio Colleferro            |

### Record
- Maggior numero di vittorie: Luparense (20)
- Minor numero di sconfitte: Luparense, Montesilvano (1)
- Migliore attacco: Arzignano (127)
- Miglior difesa: Luparense (51)
- Miglior differenza reti: Luparense (+67)
- Maggior numero di pareggi: Napoli (10)
- Minor numero di pareggi: Perugia (1)
- Minor numero di vittorie: Perugia (3)
- Maggior numero di sconfitte: Perugia (22)
- Peggiore attacco: Perugia (48)
- Peggior difesa: Perugia (247)
- Peggior differenza reti: Perugia (-199)
- Partita con più reti: Marca-Perugia 30-3 (33)
- Partita casalinga con maggiore scarto di gol: Marca-Perugia 30-3 (27)
- Partita in trasferta con maggiore scarto di gol: Perugia-Napoli 1-19 (18)
- Miglior serie positiva: Luparense (16)
- Risultato più frequente: 2-2 (10)
- Totale dei gol segnati: 1241

## Play-off
i playoff si qualificano le prime 10 squadre della serie A e le vincenti dei due gironi di serie A2 ovvero Cagliari e Napoli Barrese. Le prime quattro della serie A aspettano ai quarti mentre le altre otto disputano un turno in più ad eliminazione diretta con gare di andata e ritorno. Il regolamento prevede che accedano ai quarti di finale le squadre che, nell'arco del doppio confronto, avranno realizzato il maggior numero di reti. In caso di parità,al termine del secondo incontro, si disputeranno due tempi supplementari da 5' ciascuno. In caso di ulteriore parità, passeranno il turno le squadre di categoria superiore o quelle meglio classificate al termine della stagione regolare. I quarti, le semifinali e la finale si giocano al meglio delle tre partite. Passerà il turno la squadra che totalizzerà più punti, indipendentemente dalla differenza reti, nelle prime due gare. In caso di un successo per parte o di due pareggi, si disputerà una terza gara sullo stesso campo di gara 2. In caso di parità al termine dei tempi regolamentari di questa terza gara, si procederà a due tempi supplementari da 5' ciascuno e, se necessario, ai tiri di rigore.

### Tabellone
|  | 1º turno         | 1º turno         | 1º turno | 1º turno       |                  |                  | Quarti | Quarti | Quarti    | Quarti    |   |   | Semifinali | Semifinali | Semifinali | Semifinali |  |  | Finale | Finale | Finale | Finale |
|  |                  |                  |          |                |                  |                  |        |        |           |           |   |   |            |            |            |            |  |  |        |        |        |        |
|  |                  |                  |          |                |                  |                  |        |        |           |           |   |   |            |            |            |            |  |  |        |        |        |        |
|  |                  |                  |          |                |                  |                  |        |        |           |           |   |   |            |            |            |            |  |  |        |        |        |        |
|  | Luparense        | 5                | 5        |                |                  |                  |        |        |           |           |   |   |            |            |            |            |  |  |        |        |        |        |
|  | Luparense        | 5                | 5        | Bisceglie      | 2                | 1                |        |        |           |           |   |   |            |            |            |            |  |  |        |        |        |        |
|  |                  | Pro Scicli       | 1        | Bisceglie      | 2                | 1                | 3      |        |           |           |   |   |            |            |            |            |  |  |        |        |        |        |
|  | Pro Scicli       | Pro Scicli       | 1        | 1              | 4                |                  | 3      |        | Luparense | 4         | 4 |   |            |            |            |            |  |  |        |        |        |        |
|  | Pro Scicli       |                  |          |                |                  |                  |        |        | Luparense | 4         | 4 |   |            |            |            |            |  |  |        |        |        |        |
|  |                  |                  |          |                |                  | Lazio Colleferro | 0      | 3      |           |           |   |   |            |            |            |            |  |  |        |        |        |        |
|  | Lazio Colleferro | 1                | 4        | 2(5)           |                  | Lazio Colleferro | 0      | 3      |           |           |   |   |            |            |            |            |  |  |        |        |        |        |
|  | Lazio Colleferro | 1                | 4        | 2(5)           | Marca Trevigiana | 2                | 6      |        |           |           |   |   |            |            |            |            |  |  |        |        |        |        |
|  |                  | Marca Trevigiana | 2        | 2              | Marca Trevigiana | 2                | 6      | 2(4)   |           |           |   |   |            |            |            |            |  |  |        |        |        |        |
|  | Cagliari         | Marca Trevigiana | 2        | 2              | 1                | 3                |        | 2(4)   |           | Luparense | 6 | 6 |            |            |            |            |  |  |        |        |        |        |
|  | Cagliari         |                  |          |                |                  |                  |        |        |           | Luparense | 6 | 6 |            |            |            |            |  |  |        |        |        |        |
|  |                  |                  |          |                |                  | Arzignano        | 2      | 2      |           |           |   |   |            |            |            |            |  |  |        |        |        |        |
|  | Arzignano        | 6                | 1        |                |                  | Arzignano        | 2      | 2      |           |           |   |   |            |            |            |            |  |  |        |        |        |        |
|  | Arzignano        | 6                | 1        | Napoli Barrese | 2                | 2                |        |        |           |           |   |   |            |            |            |            |  |  |        |        |        |        |
|  |                  | CLT Terni        | 2        | Napoli Barrese | 2                | 2                | 0      |        |           |           |   |   |            |            |            |            |  |  |        |        |        |        |
|  | CLT Terni        | CLT Terni        | 2        | 0              | 7                |                  | 0      |        | Arzignano | 5         | 3 |   |            |            |            |            |  |  |        |        |        |        |
|  | CLT Terni        |                  |          |                |                  |                  |        |        | Arzignano | 5         | 3 |   |            |            |            |            |  |  |        |        |        |        |
|  |                  |                  |          |                |                  | Napoli           | 3      | 3      |           |           |   |   |            |            |            |            |  |  |        |        |        |        |
|  | Montesilvano     | 3                | 3        |                |                  | Napoli           | 3      | 3      |           |           |   |   |            |            |            |            |  |  |        |        |        |        |
|  | Montesilvano     | 3                | 3        | Napoli         | 4                | 3                |        |        |           |           |   |   |            |            |            |            |  |  |        |        |        |        |
|  |                  | Napoli           | 3        | Napoli         | 4                | 3                | 4      |        |           |           |   |   |            |            |            |            |  |  |        |        |        |        |
|  | Augusta          | Napoli           | 3        | 1              | 4                |                  | 4      |        |           |           |   |   |            |            |            |            |  |  |        |        |        |        |
|  | Augusta          |                  |          |                | 4                |                  |        |        |           |           |   |   |            |            |            |            |  |  |        |        |        |        |

### Risultati

#### Primo turno

##### Andata
| Arbitri: | Giacomo De Varti (Foggia) Fabrizio Ferrari (Modena) |

|           |           |                      |
| Asquer 5’ | Marcatori | 3’ Lima 4’ Marquinho |

| Arbitri: | Alessandro Scardicchio (Pescara) Fabio Bosi (Foligno) |

|                       |           |             |
| Lastrucci 34’ Dao 39’ | Marcatori | 33’ Correia |

| Arbitri: | Pasquale Casale (Firenze) Marco Fapore (L'Aquila) |

|                             |           |  |
| Sonda 21’ (aut.) Sgarbi 37’ | Marcatori |  |

| Arbitri: | Giuseppe Piazzolla (Barletta) Teodosio Lacava (Potenza) |

|                                                    |           |              |
| Alcaraz 4’ Fantecele 12’ Sánchez 29’ Chilavert 31’ | Marcatori | 32’ Cavinato |

##### Ritorno
| Arbitri: | Maria Luisa Fecola (Messina) Antonio Mascillo (Bari) |

|                                                          |           |                                     |
| Adelmo 5'30’’, 16'30’’ Lima 15’, 23'30’’, 36’ Duarte 30’ | Marcatori | 27’ Asquer 29’ Murru 35’ Barbarossa |

| Arbitri: | Giovanni Muratore (Perugia) Luca Rainato (Padova) |

|                                                       |           |               |
| Juninho 16’ Correia 33’, 34’ (t.l.) Parize 35’ (aut.) | Marcatori | 29’ De Cillis |

| Arbitri: | Filippo Priola (Cagliari) Andrea Giada (Mestre) |

|                                                                                       |           |                                  |
| De Carvalho 4'20’’ Coco 10'00’’ Bessa 13'00’’, 31'00’’ Urio 19'40’’, 39'10’’, 39'35’’ | Marcatori | 19'53’’ Alves Costa 30'30’’ Bico |

| Arbitri: | Roberto Astolfi (Rovigo) Gaetano Gangilli (La Spezia) |

|                                   |           |                                        |
| Kaká 2’ Bernardes 5’ Kaká 6’, 32’ | Marcatori | 3’ Benítez 17’ Alcaraz 31’ Baptistella |

#### Quarti

##### Gara 1
| Arbitri: | Donato Mauro (Battipaglia) Aniello Prisco (Frosinone) |

|                          |           |             |
| Lima 30’ Danieli 39'54’’ | Marcatori | 35’ Corsini |

| Arbitri: | Salvatore Vittorio (Sulmona) Vittorio Sperati (Rieti) |

|            |           |                                                      |
| Bachega 7’ | Marcatori | 1’ Nuno 12’ Vampeta 15’, 38’ Honorio 24’ R. Villalba |

| Arbitri: | Andrea Liga (Palermo) Salvatore Lombardo (Palermo) |

|                        |           |                                                       |
| Vendrame 32’ Leite 38’ | Marcatori | 1’ Wilhelm 17’ Bearzi 24’, 29’, 39’ Jonas 33’ Pinilla |

| Arbitri: | Antonio Barbiero (Vicenza) Alessandro Malfer (Rovereto) |

|                                           |           |                        |
| Corazza 0'30’’ Zanetti 5’ Alcaraz 26'30’’ | Marcatori | 4’, 6'30’’, 21’ Foglia |

##### Gara 2
| Arbitri: | Carlo Di Marco (Pescara) Mario Iacuzio (Nocera Inferiore) |

|                                                     |           |                            |
| Pereira 3'30’’ Giasson 5’ Ippoliti 32'30’’, 33'30’’ | Marcatori | 36’ Contecote 36'30’’ Lima |

| Arbitri: | Luigi Case (Pescara) Edoardo Ambrosini (Carrara) |

|                                                     |           |                         |
| Canal 8’, 36’ Nora 25’ Nuno 34’ R. Villalba 39'55’’ | Marcatori | 3’, 4’ Menini 16’ Almir |

| Arbitri: | Augusto Balestra (Messina) Mario Romeo (Acireale) |

|            |           |  |
| Bearzi 39’ | Marcatori |  |

| Arbitri: | Luca Giacomin (Mestre) Alberto Zennaro (Venezia) |

|                              |           |                                              |
| Caputo 10’ Junior 13’ (t.l.) | Marcatori | 16’, 17’ (rig.), 27’ Zanetti 39’ Baptistella |

##### Gara 3
| Arbitri: | Giovanni Muratore (Perugia) Augusto Balestra (Messina) |

|                                           |                      |                                       |
| Battistoni 8’ Marchetti 35'30’’           | Marcatori            | 1’ Lima 3'30’’ Bellomo                |
| Giasson Paranà Marchetti Lazarini Corsini | Tiri di rigore 5 – 4 | Sartori Adelmo Lima Bellomo Marquinho |

#### Semifinali

##### Gara 1
| Arbitri: | Mario Baglivo (Pisa) Angelo De Cristofaro (Prato) |

|  |           |                                                          |
|  | Marcatori | 21’ Honorio 27’ Canal 8'34’’ Vampeta 38'30’’ Montovaneli |

| Arbitri: | Angelo Grimaldi (Vibo Valentia) Marco Paolone (Campobasso) |

|                                                 |           |                                                         |
| Marcos Benítez 19'59’’ Baptistella 22'30’’, 34’ | Marcatori | 11’ Danilo 12’ Jonas 19’, 26’ Pinilla 22'40’’ Sandrinho |

##### Gara 2
| Arbitri: | Gaetano Trinchese (Nola) Marcello Toscano (Ercolano) |

|                                                               |           |                                        |
| Honorio 8'’ Jubanski 9'’ Honorio 19'37’’ Grana 34'37’’ (rig.) | Marcatori | 11'’ Brumatti 12'’ Gaucci 29'’ Pereira |

| Arbitri: | Vincenzo Vitrioli (Reggio Calabria) Enrico Carpani (Ascoli) |

|                                      |           |                                              |
| Wilhelm 18’ Bearzi 26’ Sandrinho 32’ | Marcatori | 15’ Alcaraz 16’ Chilavert 35’ Marcos Benítez |

#### Finale

##### Gara 1
| Arbitri: | Alberto Maestroni (Varese) Luca Giacomin (Mestre) |

|                          |           |                                                          |
| Brancher 22’ Pinilla 36’ | Marcatori | 12’, 34’ Honorio 16’ Canal 20'45’’ Nuno 33’, 39’ Vampeta |

##### Gara 2
| Arbitri: | Francesco Massini (Roma 1) Massimo Cumbo (Roma 1) |

|                                                                     |           |                               |
| Grana 11’, 38'30’’ Cuzzolino 12’ (aut.) Nora 19’ Canal 24’ Nuno 23’ | Marcatori | 28'30’’, 34’ (rig.) Cuzzolino |

## Play-out
I play-out si svolgono con gare di andata e ritorno tra le vincitrici dei play-off di serie A2 e l'11ª e 12ª classificata in serie A. Se al termine della partita di ritorno le squadre si troveranno in parità di differenza reti si andrà ai supplementari ma se anche dopo l'extra-time il risultato non cambiasse resteranno in serie A le squadre di categoria superiore.

### Andata
| Arbitri: | Andrea Castelli (San Benedetto) Mirko Mangialardi (Pistoia) |

|                        |           |  |
| Milani 16’ Cavalli 30’ | Marcatori |  |

| Arbitri: | Michele De Ceglia (Milano) Sergio Scali (Pinerolo) |

|           |           |                       |
| Katata 2’ | Marcatori | 36’ Manzali 38’ Almir |

### Ritorno
| Arbitri: | Massimo Cumbo (Roma 1) Mario Romeo (Acireale) |

|                                                                                       |           |                                                              |
| Rodrigo 7’ Cruz 16'45'’ Nelsinho 39’ Gil 26’, 46’ Tomadon 36’ (rig.) Diogo 48’ (t.l.) | Marcatori | 14’ Milani 16'15'’ Zancanaro 37’ De Moraes 44’, 45’ Atkinson |

| Arbitri: | Alberto Maestroni (Varese) Maurizio Pacifico (Albano Laziale) |

|                                                 |           |             |
| Manzali 3’ Puzzi 5’ Rosinha 9’ Manzali 14’, 17’ | Marcatori | 28’ Mindoli |

## Supercoppa italiana
La decima edizione della Supercoppa italiana si è svolta sabato 1º settembre 2007 a San Martino di Lupari presso il Palazzetto dello sport comunale tra i Campioni d'Italia della Luparense e i vincitori della Coppa Italia del Montesilvano.
| Arbitri: | Massimo Cumbo (Roma 1) Alberto Maestroni (Varese) |

| |            | |
| R. Villalba 6’, 31’ Feller 48’ Jubanski 49’ Vampeta 49'56'’ | Marcatori  | 25’ Júnior 30’ (aut.) Montovaneli 47’ Planas |
| · Alexandre Feller · Fernando Grana · Roald Halimi · Carlos Montovaneli · Jocimar Jubanski · Patrick Nora · Nilson · René Villalba · Humberto Honorio · Vampeta · Mauro Canal · Campagnaro | Formazioni | · Marcos Bernardi · Leandro Planas · Márcio Forte · Hernán Garcias · Alexandre Ghiotti · Ricardo Caputo · Manoel Crema · Júlio Romanini · Júnior · Adriano Foglia · Mazzocchetti · Antonino Martino |
| Jesús Velasco | Allenatori | Aldo Di Pietro |